# Troutdale (Oregon)
Troutdale – miasto w Stanach Zjednoczonych, w stanie Oregon, w hrabstwie Multnomah.